# Гюрель, Айсель
Айсель Гюрель (тур. Aysel Gürel, 7 февраля 1929, Сарайкей, Денизли — 17 февраля 2008, Стамбул) — турецкая поэтесса-песенница и актриса. Кроме своих песен, которые исполняли певцы по всей Турции, известна удивительной одеждой, макияжем и париками.

## Биография
Айсель Гюрель родилась в 1929 году в Денизли на западе Турции. Окончила факультет литературы Стамбульского университета.
Её песни исполняли такие известные турецкие певцы как Сезен Аксу. Кроме написания стихов, Гюрель также была актрисой и тюркологом. В 2007 году Гурель появилась в турецкой телевизионной рекламе Пепси.
В декабре 2007 она попала в Городскую больницу Флоренс Найтингейл в Стамбуле, сообщалось, что у нее рак легких. Умерла от хронического бронхита 17 февраля 2008 года в Стамбуле в возрасте 80 лет. Гюрель похоронена на кладбище Зинджирликую после церемонии в мечети Тешвикие.
Дочери Гюрель, Мюжде Ар и Мехтап Ар — актрисы.

## Написаны песни
Она написала стихи очень популярных песен, которые стали хитами и считаются классикой в истории турецкой музыки:
- Allahaısmarladık (1977), Сезен Аксу
- Firuze (1982), Сезен Аксу (совместная работа)
- Sen Ağlama (1984), Сезен Аксу (совместная работа)
- Haydi Gel Benimle Ol (1984), Сезен Аксу
- ? Sevda (1985), Nükhet Duru
- Git (1986), Сезен Аксу (совместная работа)
- Ünzile (1986), Сезен Аксу
- Değer Mi (1986), Сезен Аксу
- Sarışın (1988), Сезен Аксу
- Dünya Tatlısı (1988),? Zerrin Özer
- Hani Yeminin (1988),? Zerrin Özer
- Bir Kız (1988), Ayşegül Aldinç
- Şekerim (1989), Gökben
- Resmin Yok Bende (1990), Ajda Pekkan
- Hadi Bakalım (1991), Сезен Аксу
- Ne Kavgam Bitti Ne Sevdam (1991), Сезен Аксу
- Gelmeyeceğim (1991), Ayşegül Aldinç
- Abone (1991), Yonca Evcimik
- Taksit Taksit (1991), Yonca Evcimik
- Ayıpsın (1991), Aşkın Nur Yengi (совместно с Сезен Аксу)
- Show Yapma (1992), Нилюфер
- Yine Yeni Yeniden Sev (1992), Нилюфер
- Hadi Yine Iyisin (1993), Tayfun
- Yok (1993), Ажда Пеккан
- Vurulmuşum Sana (1994), Asya
- Of Aman (1994), Nalan
- Yasaksız Seviş Benimle (1994), Таркан
- Eğrisi Doğrusu (1994), Нилюфер
- Gölge Çiçeği (1997), Рейхан Караджа
- Vur Yüreğim (1999), Сертаб Эренер
- Aşk (1999), Sertab Erener
- Tılsım (2001), Burcu Güneş

## Трибьют-альбомы
- «Aysel’in» (2013)